# Лос Сьєте Альтарес
Лос Сьєте Альтарес  (ісп. Los Siete Altares) — водоспад, знаходиться за 5 км на північний захід від Лівінгстона. Складається з 4 невисоких (до 4 метрів) каскадів. Одна з найбільш відвідуваних пам'яток природи Гватемали.

## Опис
Висота падіння води до 4 м, кількість каскадів — 4. Каскади чергуються з прісноводними басейнами в котрих дозволено купання.